# الاستغراق
الاستغراق هو نزعة أو سمة شخصية ينغمس فيها الشخص في صوره العقلية، وخاصة الخيال. وبالتالي ترتبط هذه السمة ارتباطا وثيقا بشخصية تميل إلى التخيل. وله ارتباط متغير بقابلية التنويم المغناطيسي حيث قد تلعب العوامل الظرفية دورا مهما في الأداء في اختبارات القابلية للتنويم المغناطيسي. وهو إحدى السمات التي يكون تقييمها في استبيان الشخصية متعدد الأبعاد.